# Туоро-суль-Тразімено
Туоро-суль-Тразімено (італ. Tuoro sul Trasimeno) — муніципалітет в Італії, у регіоні Умбрія,  провінція Перуджа.
Туоро-суль-Тразімено розташоване на відстані близько 150 км на північ від Рима, 27 км на захід від Перуджі.
Населення — 3822 особи (2014).
Щорічний фестиваль відбувається 22 липня. Покровитель — Santa Maria Maddalena.

## Демографія
Населення за роками:

Станом на 1 січня 2023 року в муніципалітеті офіційно проживали 472 іноземці з 45 країн, серед них 191 громадянин країн Євросоюзу та 10 громадян України.

## Сусідні муніципалітети
- Кастільйоне-дель-Лаго
- Кортона
- Лішіано-Нікконе
- Маджоне
- Пассіньяно-суль-Тразімено